# Zhang Xiaohuan
Zhang Xiaohuan (chiń. 張曉歡; ur. 19 sierpnia 1980 w Pekinie) – chińska pływaczka synchroniczna, brązowa medalistka olimpijska z Pekinu oraz uczestniczka igrzysk olimpijskich w Sydney i Atenach, trzykrotna medalistka mistrzostw świata.
Pierwszy występ olimpijski Chinki miał miejsce w Sydney. Wówczas wystąpiła w rywalizacji drużyn i chińska ekipa z jej udziałem zajęła w finale 7. miejsce z końcowym rezultatem 94,5930 pkt. Cztery lata później uczestniczyła w igrzyskach olimpijskich w Atenach, w ramach których startowała w dwóch konkurencjach – do rywalizacji duetów przystąpiła z Gu Beibei w parze i zajęła 7. miejsce z wynikiem 93,668 pkt, natomiast w rywalizacji drużyn chiński zespół z jej udziałem zajął ostatecznie 6. miejsce z końcowym rezultatem 94,584 pkt.
W 2008 startowała na letnich igrzyskach olimpijskich w Pekinie, podczas których wystąpiła jedynie w rywalizacji drużyn – Chince udało się wywalczyć brązowy medal dzięki rezultatowi 97,334 pkt.
W latach 1998–2009 sześciokrotnie startowała w mistrzostwach świata – medale zdobyła na czempionacie w Rzymie (1 srebrny i 2 brązowe). W latach 2002–2006 zaś dwukrotnie zdobyła medal igrzysk azjatyckich.